# Cátia Antunes
Cátia Antunes (1976) is een Portugees historicus. Zij is hoogleraar geschiedenis van mondiale economische netwerken bij het Instituut voor Geschiedenis aan de Universiteit Leiden.

## Carrière
Na haar studie Geschiedenis aan de Universidade Nova de Lisboa (Portugal) promoveerde Antunes in 2004 aan de Universiteit Leiden op het proefschrift Globalisation in the early modern period: the economic relationship between Amsterdam and Lisbon, 1640-1705 (promotores: professor F.S. Gaastra en professor R.T. Griffiths). In 2003 werd zij benoemd tot universitair docent aan de Universiteit Leiden. In 2004 en 2005 was zij postdoc aan de Fundação para a Ciência e Tecnologia (Portugal) en in 2007-2008 deed zij onderzoek aan Yale University.

## Onderzoek
De specialisaties van Antunes zijn: stadsgeschiedenis, havengeschiedenis, ondernemerschap, Europese en Ottomaanse expansie in comparatief perspectief, netwerk-theorie, globalisatie en de Rise of the West.
Tussen 2012 en 2016 was zij projectleider van het NWO VIDI project Challenging Monopolies, Building Global Empires in the Early Modern Period. Ook verkreeg zij in 2013 een ERC Starting Grant voor het project Fighting Monopolies, Defying Empires 1500-1750: a Comparative Overview of Free Agents and Informal Empires in Western Europe and the Ottoman Empire. In 2017 werd in NWO Open Competitie het project Resilient diversity: The governance of racial and religious plurality in the Dutch empire, 1600-1800 toegekend.

## Erkenning en nevenfuncties
In 2007-2008 verbleef zij aan het History Department van Yale University, waarvoor zij een Fulbright Research grant verkreeg. In 2013 werd Antunes benoemd als lid van de Young Academy of Europe. Ook is zij lid van de redactie van het tijdschrift Diplomatica.

## Recente publicaties
- Antunes C.A.P. (2019), An Old Practitioner Still in Search of the métier d’historien Response to Peer Vries, "The Prospects of Global History: Personal Reflections of an Old Believer", International Review of Social History 64(1): 123-127.[8]
- Antunes C.A.P. & Miranda S.M. (2019), Going Bust: Some Reflections on Colonial Bankruptcies, Itinerario: International Journal on the History of European Expansion and Global Interaction 43(1): 47-62.[9]
- Antunes C.A..P. (2018), From Binary Narratives to Diversified Tales: Changing the Paradigm in the Study of Dutch Colonial Participation, Tijdschrift voor Geschiedenis 131(3): 393-408.l
- Antunes C.A.P., Munch Miranda S. & Salvado J.P. (2018), The Resources of Others: Dutch Exploitation of European Expansion and Empires, 1570-1800, Tijdschrift voor Geschiedenis 131(3): 501-522.
- Antunes C.A.P., Ribeiro da Silva & Filipa Isabel (2018), Windows of Global Exchange: Dutch Ports and the Slave Trade, 1600-1800, International Journal of Maritime History 30(3): 422-441.[10]
- Antunes C.A.P., Munch Miranda S. & João Paulo Salvado (2018), The Resources of Others: Dutch Exploitation of European Expansion and Empires, 1570-1800, Tijdschrift voor Geschiedenis 131(3): 501-522.[11]

- Antunes, C.A.P (2017), Buiten de lijntjes kleuren: wanneer grenzen, culturen en imperia er niet toe doen, Oratie Universiteit Leiden[12]